# Plaza de Florida-La Viña
La plaza de Florida-La Viña, también conocida como plaza de la Viña, se encuentra en la ciudad española de Alicante, colindante con la circunvalación de la Gran Vía, en el barrio de Florida Baja.
Debe su nombre al empresario asturiano Prudencio de la Viña, impulsor de la zona.

## Descripción
Fue construida en el solar que había ocupado, junto con otras instalaciones anejas, el campo de fútbol de La Viña, que también había sido denominado como El Vaticano, El Portazgo o La Florida, y que fuera usado hasta 1974 por el Alicante, el Hércules y el Club Natación Alicante. En 1987 fue presentado el proyecto de urbanización, realizado por los arquitectos Manuel Beltrá Martínez y Jaime Giner Álvarez, además de por varios profesionales municipales, y en el que además participó la asociación de vecinos de la zona.
Con una superficie total urbanizada de 10 665 m², su contorno está acotado por jardineras perimetrales de 5 m de anchura, con accesos al interior de la plaza. Esta consta de tres espacios definidos: el primero con una gran fuente en forma de arco; el central con una plataforma de 30 × 30 m pavimentada con mármol rojo Alicante y gris Motrico, y con una gran torre de iluminación en referencia al pasado cercano de la zona como campo de fútbol; y un tercer espacio tangente a la Gran Vía con un estanque y un montículo artificial que separa visual y acústicamente la plaza de la carretera de circunvalación, y donde se ubica el monumento realizado por el ceramista Arcadio Blasco Homenaje a Sempere, dedicado al artista también alicantino Eusebio Sempere. Esta escultura consiste en dos piezas de gran tamaño independientes, aunque unidas visualmente, que se encuentran apoyadas sobre una plataforma de hormigón, dentro del vallado del montículo, lo que dificulta el acercamiento y su contemplación.
Todo el espacio se encontraba unificado mediante un canal que recorría el espacio público diagonalmente. Resultó una plaza ampliamente valorada por distintos sectores críticos, con soluciones modernas, pero sin perder la tradición mediterránea de las plazas de la ciudad.
En el año 2021 la plaza fue objeto de obras de remodelación.